# Mt John University Observatory

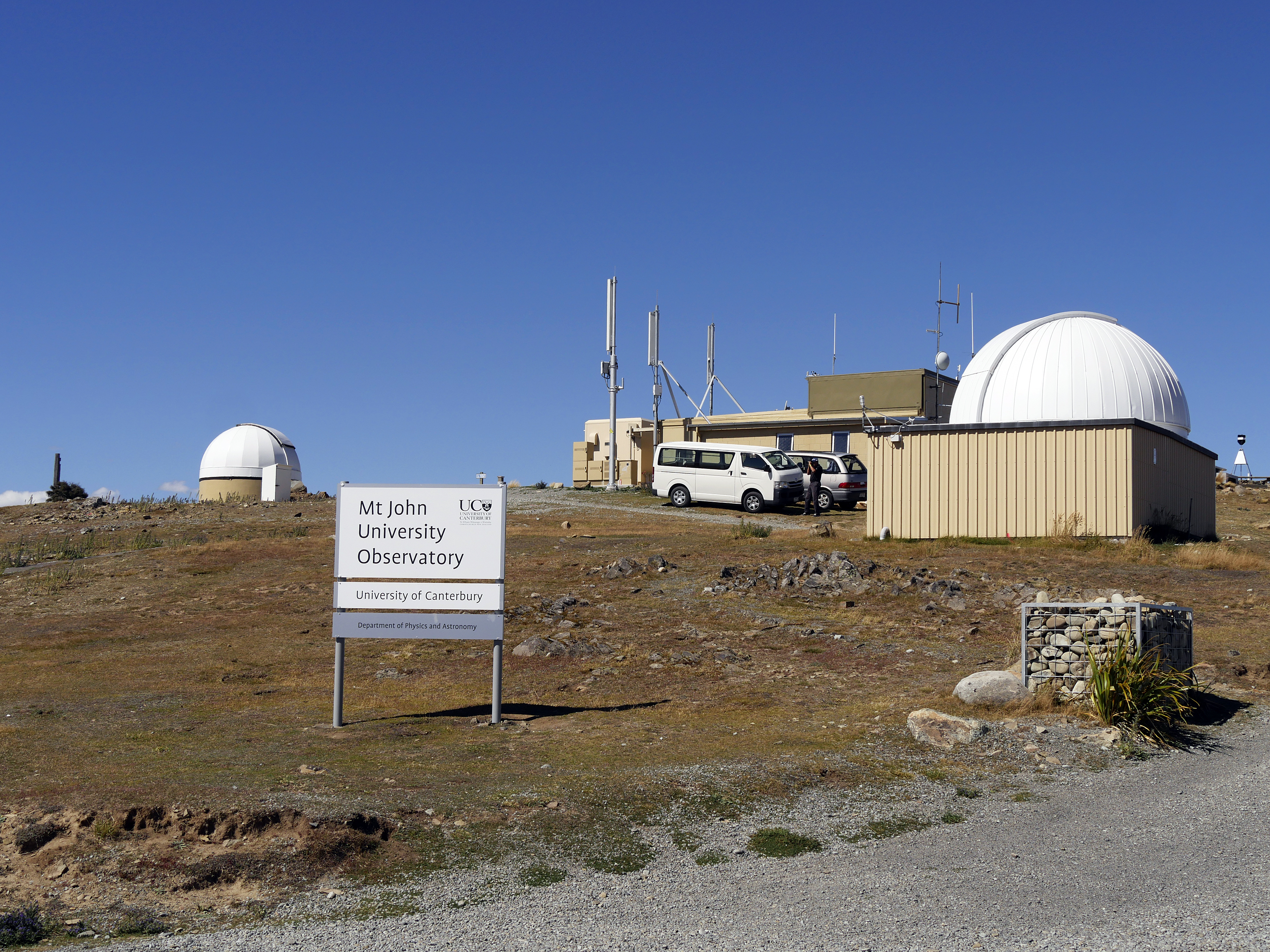
Mt John University Observatory (Weg zum Areal des Observatoriums)

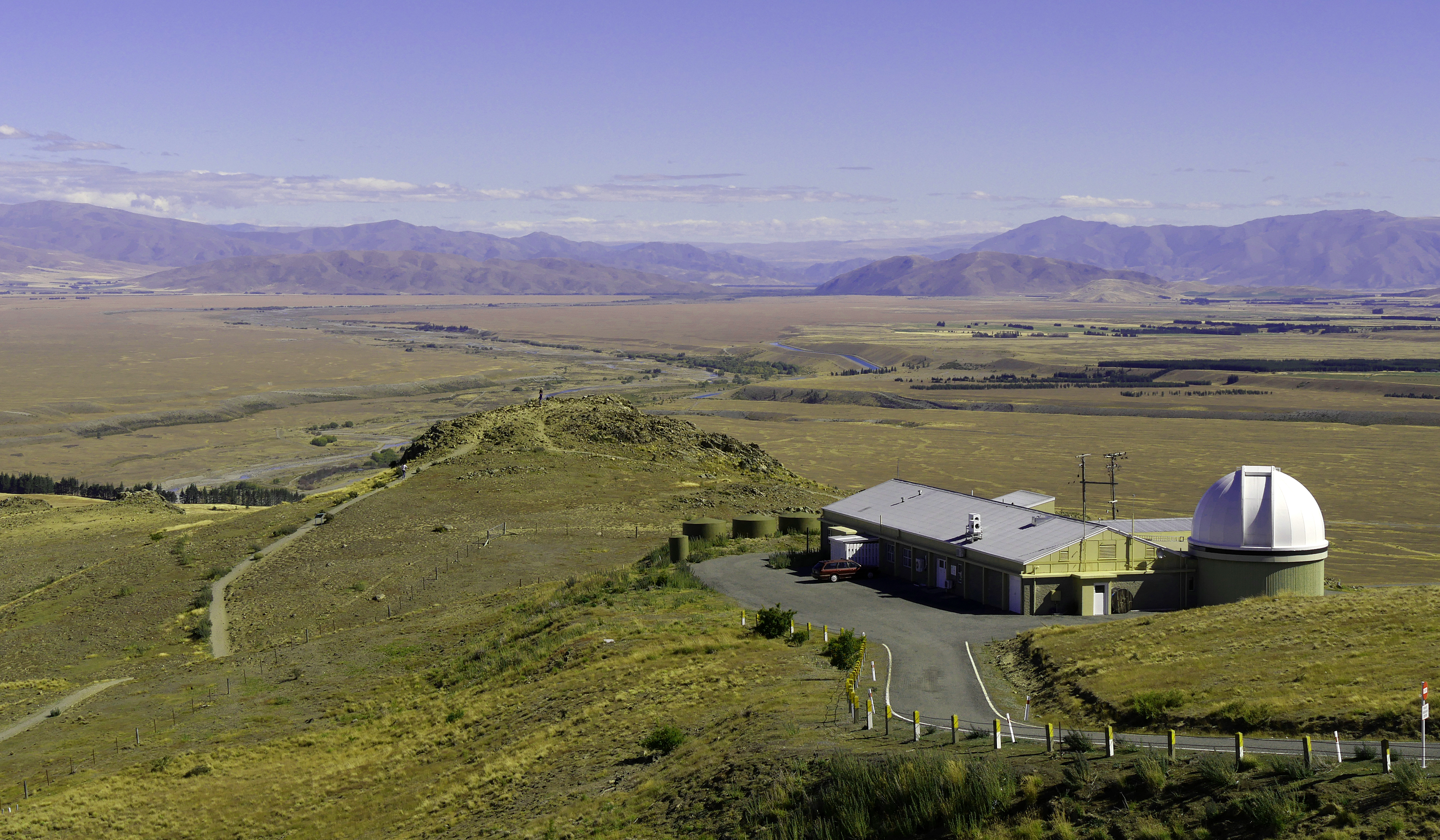
Blick nach Süden (Anlage unterhalb des Gipfels)

Das Mt John University Observatory (MJUO) ist Neuseelands führendes Observatorium. Es wurde 1965 eingerichtet und befindet sich auf dem Mount John, 1029 Meter über N.N. im nördlichen Teil des Mackenzie-Beckens auf der Südinsel von Neuseeland. Die Betreiberin des Observatoriums ist die University of Canterbury in Christchurch.
Auf dem Gelände des Observatoriums befinden sich mehrere Teleskope, darunter das HERCULES („High Efficiency and Resolution Canterbury University Large Echelle Spectrograph“) und das MOA Telescope mit einem Durchmesser von 1,8 Metern. Das MOA Telescope ist das größte Teleskop in Neuseeland. Daneben befinden sich ein Café und Unterkünfte für Forscher auf dem Gelände.
Im Juni 2012 wurde von der International Dark Sky Association ein Gebiet von 430.000 Hektar um das Observatorium herum zum Lichtschutzgebiet, dem Aoraki Mackenzie International Dark Sky Reserve, erklärt. Führungen zum Observatorium sind vom Ort Lake Tekapo aus möglich.

## Teleskope

### MOA Teleskop
Dieses Teleskop wurde im Dezember 2004 in Betrieb genommen. Es ist ein neuseeländisch-japanisches Gemeinschaftsprojekt, das in Zusammenarbeit mit den Universities of Canterbury, Aukland und Victoria und der Nagoya University erbaut wurde.

### McLellan Teleskop
Beim McLellan Teleskop handelt es sich um ein Dall-Kirkham-Spiegelteleskop mit einer Apertur von 1,0 m und einem Öffnungsverhältnis von f/7,7 oder f/18,5. Fotometrische Analysen erfolgen über eine CCD-Kamera und die Spektroskopie über Lichtwellenleiter zum HERCULES-Spektrographen.

### Boller & Chivens Telescope
Hierbei handelt es sich um ein Spiegelteleskop mit 61 cm Öffnung und einer Apogee Alta CCD-Kamera, mit der die fotometrischen Analysen üblicherweise durchgeführt werden. Es arbeitet entweder mit der Blendenzahl f/13,5 oder (seltener) mit f/6,25.

### Optical Craftsmen Telescope
Dieses Teleskop ist ebenfalls ein Spiegelteleskop mit einer Apertur von 61 cm. Es besitzt eine Gabelmontierung und ein Öffnungsverhältnis von f/16. Im Gegensatz zum Boller & Chivens-Teleskop erfolgt die fotometrische Analyse ausschließlich über CCD. Zurzeit wird es für den automatischen Betrieb als Robotik-Teleskop umgebaut. Danach wird es als erstes AAVSO-Teleskop in der südlichen Hemisphäre in das AAVSO Robotic Telescope Network eingegliedert.

### Earth and Sky Telescope
Dieses Fernrohr wird nicht für wissenschaftliche Zwecke eingesetzt, sondern steht exklusiv für die Touristen zur Verfügung. Es ist mit einem 40 cm Meade LX200 Teleskop ausgestattet.

## Entdeckungen
2008 gab die American Astronomical Society auf einem ihrer Treffen bekannt, dass während der MOA-II-Durchmusterung der kleinste bekannte Planet außerhalb unseres Sonnensystems gefunden wurde. Er erhielt den Namen MOA-2007-BLG-192L b. Der Planet befindet sich im Sternbild Schütze und umkreist etwa 3300 Lichtjahre von der Erde entfernt den Braunen Zwerg MOA-2007-BLG-192L.